# Xu Si
Dans ce nom chinois, le nom de famille, Si, précède le nom personnel.
Xu Si (en chinois : 徐思) est un joueur de snooker chinois né le 24 janvier 1998 à Jieyang, aujourd'hui résident en Angleterre. 
À ce jour, son meilleur résultat en tournoi est une demi-finale, qu'il atteint à deux reprises : à l'Open d'Inde 2017 et au championnat international 2024. Il signe trois breaks de 147 points en trois ans, entre 2023 et 2025. 

## Carrière
Il commence à jouer au snooker à l'âge de douze ans dans un club local. 
En août 2016, il bat Alexander Ursenbacher 6-5 et remporte le championnat du monde de snooker amateur des moins de 21 ans. Cette victoire lui permet de qualifier pour deux ans au World Snooker Tour. Dès l'année suivante, il atteint sa première demi-finale sur le circuit, lors de l'Open d'Inde. Là, il tient tête à John Higgins, mais s'incline quand même, payant son manque d'expérience.
En avril 2021, Xu Si élimine l'ancien champion mondial Stephen Hendry aux manches de qualification du championnat du monde 2021.
Lors du deuxième tour des qualifications du Championnat du Royaume-Uni 2023, Xu Si réalise le premier break maximum de sa carrière. En août 2024, Xu élimine Mark Williams et accède aux quarts de finale du Grand Prix de Xi'an, où il est battu par Kyren Wilson,. Il récidive lors des 16es de finale du championnat international 2024. Cette fois, il parvient à confirmer ses exploits de jeunesse, en rejoignant les demi-finales, dominant trois joueurs du top 20 dont Judd Trump. Il est écarté par Ding Junhui, malgré un match disputé.

## Palmarès
| Légende | Catégorie                      | Titres                         | Finales                        |
|         | Tournois classés               | 0                              | 0                              |
|         | Tournois non classés           | 0                              | 0                              |
|         | Tournois amateurs              | 1                              | 0                              |
| Gras    | Tournois de la triple couronne | Tournois de la triple couronne | Tournois de la triple couronne |

### Titres
| Saison | Nom du tournoi                                   | Lieu | Finaliste             | Score | Tableau |
| 2016   | Championnat du monde amateur des moins de 21 ans | Mol  | Alexander Ursenbacher | 6-5   |         |